# Camponotus cornis
Camponotus cornis är en stekelart som beskrevs av Wang och Wu 1994. Camponotus cornis ingår i släktet hästmyror, och familjen myror. Inga underarter finns listade i Catalogue of Life.